# Burgruine Witwald

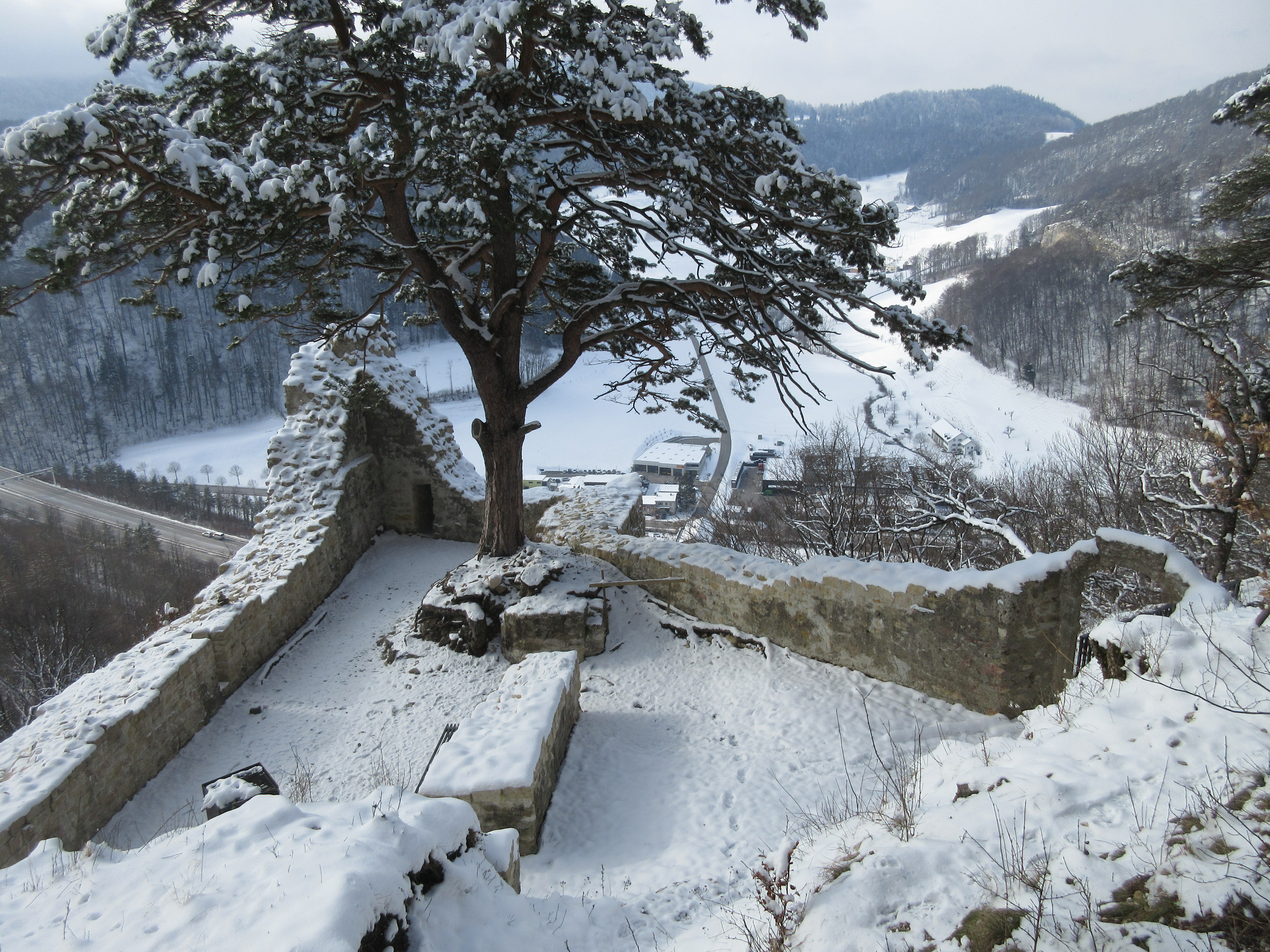
Ruine Witwald von oberhalb der Treppe gesehen mit Ausblick auf das kleine Feldbachtal und die Autobahn A2

Die Burgruine Witwald, auch Wild-Eptingen oder jüngere Burg genannt, ist die Ruine einer Höhenburg oberhalb der Siedlung Eptingen im schweizerischen Kanton Basel-Landschaft. Zu sehen sind Mauerreste des Palas sowie ein Eingangstor, eine Treppe und eine Zisterne. Etwa 300 Meter südöstlich liegt die ältere Ruine Wild-Eptingen, vermutlich ein Vorgänger der Burg Witwald.

## Geschichte
Eine erste Erwähnung gibt es mit Gottfried von Eptingen 1189 in einer gefälschten Urkunde. Erst später, vermutlich im 13. Jahrhundert, wird die Burg Witwald als Zentrum einer Rodungsherrschaft und vermutlich nach der Aufgabe der älteren Burg Wild-Eptingen erbaut. Nach dem Scheitern des Gegenkönigtums von Rudolf von Rheinfelden um 1080 wurden die Eptinger die Herren über das obere Diegtertal.
Witwald wurde vermutlich im Erdbeben von Basel 1356 beschädigt, verblieb aber als alleiniges Herrschaftszentrum im oberen Diegtertal. Eine Ersterwähnung findet sich 1389 in einer Urkunde, mit der Günther von Eptingen dem Edelknecht Heinrich von Undervelier dessen geerbten Anteil an Wild-Eptingen abkaufte.
Im 15. Jahrhundert versuchten die Herren von Falkenstein, für Solothurn in Eptingen Einfluss zu nehmen. 1418 werden sie neue Inhaber der Grafschaftsrechte im Sisgau (ehemalige Landgrafschaft), was zu Streitigkeiten mit den Eptingern führte. Diese suchten bei der Stadt Basel einen Verbündeten und verlegten eine Basler Söldnertruppe im Vorfeld der Schlacht bei St. Jakob an der Birs (1444) in die Burg. 1487 verkauften dann die Herren von Eptingen die Burg samt Herrschaft an Basel. Basel gab dem Landvogt auf der Farnsburg die Herrschaft zu Lehen. Daraufhin verfiel vermutlich die Burg.
1909 wurde sie teilweise freigelegt und neu aufgemauert, danach aber kaum noch unterhalten. Bei einem Sturm im Herbst 2012 brachten umfallende Bäume Mauerspuren und zahlreiche Ziegelfragmente zum Vorschein. Daraufhin vermass die Archäologie Baselland die gesamte Anlage von neuem. 2017 wird die Stiftung Burg Witwald gegründet, um die Burganlage zu erhalten. 2018 wurde die Anlage umfassend untersucht und saniert. Es konnten insgesamt drei Brandereignisse nachgewiesen werden.